# 5048 Moriarty
5048 Moriarty eller 1981 GC är en asteroid i huvudbältet som upptäcktes den 1 april 1981 av den amerikanske astronomen Edward L.G. Bowell vid Anderson Mesa Station. Den är uppkallad efter den fiktive figuren Professor Moriarty, skapad av Arthur Conan Doyle.
Asteroiden har en diameter på ungefär 10 kilometer.